# عشاء ربانی نیمه‌شب
عشای ربانی نیمه‌شب یا مراسم نیمه‌شب (انگلیسی: Midnight Mass)، یک سریال اینترنتی آمریکایی در ژانر درام
و فراطبیعی ترسناک است که توسط مایک فلنگن خلق شده‌است. بعد از تسخیرشدگی خانه هیل و تسخیرشدگی عمارت بلای، این سومین سریال ترسناکی که فلنگن برای سرویس استریم نتفلیکس ساخته‌است.
داستان سریال دربارهٔ مردم جزیره دور افتاده و عجیبی است که هم‌زمان با ورود یک کشیش مرموز به آن، رخدادهایی فراطبیعی را تجربه می‌کنند. زک گیلفورد، کیت سیگل و همیش لینکلیتر ستارگان سریال هستند.
عشاء ربانی نیمه‌شب در تاریخ ۲۴ سپتامبر ۲۰۲۱ توسط نتفلیکس منتشر شد. سریال همچون کارهای قبلی فلنگن با تحسین گسترده منتقدان همراه بود و در زمینه تیم بازیگری، درون مایه، کارگردانی و موسیقی تحسین شد.